# Yura (cantante indonesia)
Yunita Rachman, conocida artísticamente como Yura Yunita ( Bandung, 9 de julio de 1991), es una cantante y compositora Indonesia de música pop, soul, jazz y acústico. 
Se graduó de la facultad  de Ciencias de la Educación de la Universidad de  Padjadjaran. Su carrera como cantante, comenzó cuando participó en un reality show de The Voice Indonesia, en la que fue eliminada.
A pesar de su eliminación en este concurso, continuó con su carrera musical, y firmó contrato con un sello discográfico perteneciente al cantautor  Glenn Fredly, con quien además compartió los escenarios en varios conciertos de la gira de Glenn.
Se hizo conocer como cantante tras lanzar su primera canción titulada Surat-Surat Aryati, perteneciente originalmente al cantautor Ismail Marzuki.

## Discografía

### Álbum de estudio
- Yura (2014)

### Singles
| Año  | Título                                   | Producción                | Álbum | Etiqueta              |
| ---- | ---------------------------------------- | ------------------------- | ----- | --------------------- |
| 2014 | "Balada Sirkus"                          | Ari Renaldi               | Yura  | Musik Bagus Indonesia |
| 2014 | "Cinta Dan Rahasia" (feat. Glenn Fredly) | Ari Renaldi, Glenn Fredly | Yura  | Musik Bagus Indonesia |
| 2015 | "Berawal Dari Tatap"                     | Ari Renaldi               | Yura  | Musik Bagus Indonesia |